# Spencer Fox
Spencer Fox (10 de maio de 1993) é um ator, artista vocal e comediante americano.

## Biografia
Fox nasceu em 10 de maio de 1993. Ele atendeu Ensino Médio Farragut em Hastings-on-Hudson, Nova York, e Grampos do Ensino Médio em Westport, Connecticut.  Spencer é agora estudante da literatura na Universidade Estadual de Nova York no momento da compra. Em seu tempo livre Spencer vai sob o apelido "Ardósias" e ele é ainda o musical a solo. Atualmente, ele é assinado com a "Woozy Tribe" e jogou alguém fora mostras na área de Nova York.
Ele foi treinado na arte da dublagem por sua tia Jeanie Fox.

## Carreira
Ele forneceu a voz de Flecha Pêra em Os Incríveis, e de novo em Disney on Ice apresenta Disney Apresenta Os Incríveis da Pixar em uma Mágica Aventura no Reino. Ele ainda fornece a voz de Jim e Tim Possible para a quarta temporada do Kim Possible e ele tem sido a voz de Mudbud no primeiro primeiro filme de Air Buddies, até que ele foi substituído por muitos atores como os filmes continuaram. Fox também atuou na tela em "Noivo em Fuga".